# Niederländische Badmintonmeisterschaft 1964

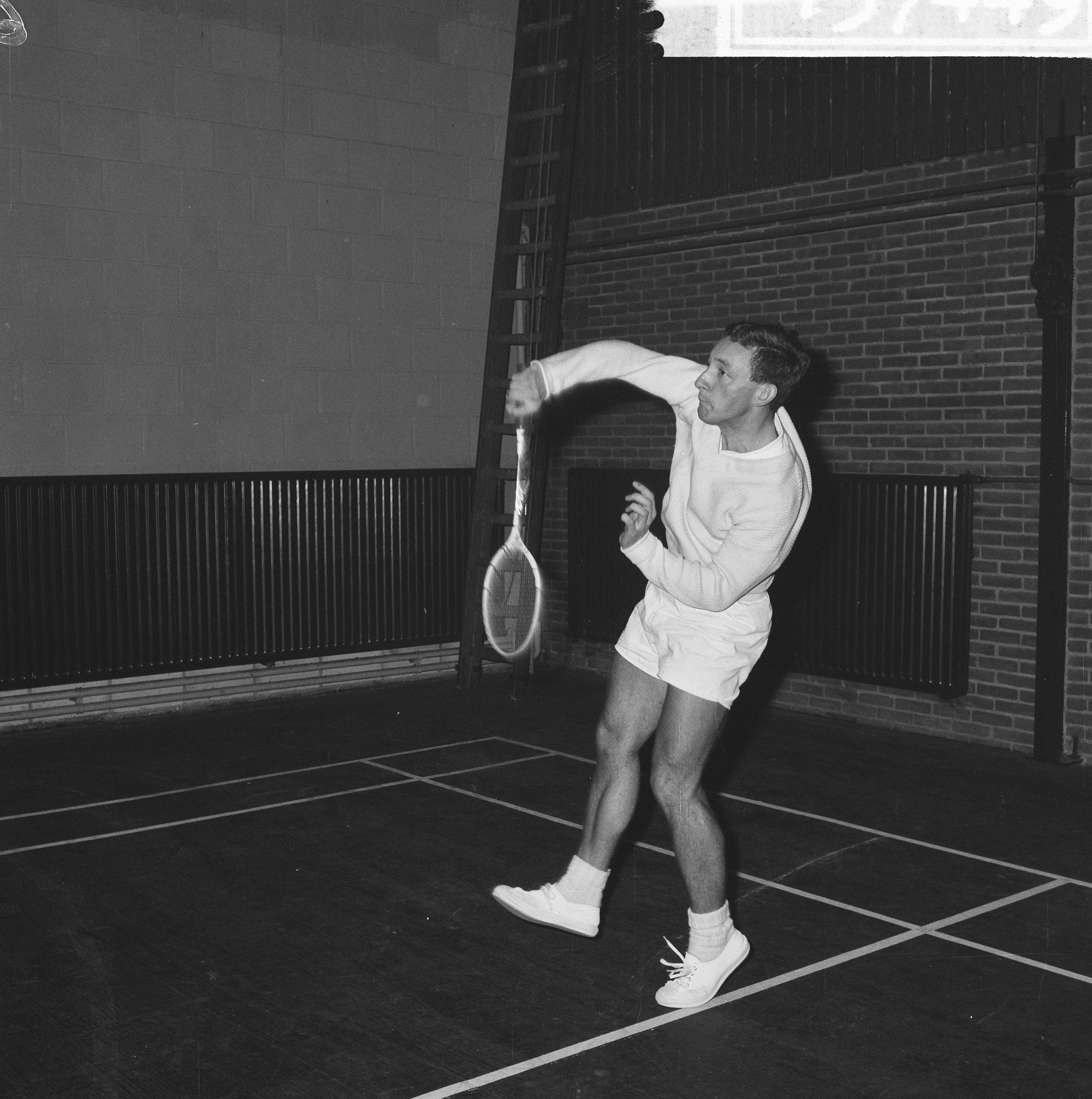
Badminton anno 1963 in den Niederlanden

Die Niederländische Badmintonmeisterschaft 1964 war die 23. Austragung der nationalen Titelkämpfe im Badminton in den Niederlanden. Sie fand bereits am 14. und 15. Dezember 1963 in Utrecht statt.

## Sieger und Finalisten
| Disziplin    | Gold                         | Silber                   |
| ------------ | ---------------------------- | ------------------------ |
| Herreneinzel | Herman Leidelmeijer          | Henk Weys                |
| Dameneinzel  | Imre Rietveld                | Agnes Geene              |
| Herrendoppel | Henk Weys Vic Leunissen      |                          |
| Damendoppel  | Marja Ridder Imre Rietveld   | Ans Roebers Conny Visman |
| Mixed        | Lex Meijer Marloes van Swelm | Pim Seth Paul Els Robbé  |